# Robyn
Robin Miriam Carlsson (n. 12 iunie 1979), mai bine cunoscută cu numele de Robyn, este o cântăreață suedeză de muzică pop, care a primit trei premii Grammy Suedia și o nominalizare Grammy la categoria „Cea mai bună înregistrare dance” în 2010.

## Discografie
- Robyn Is Here (1995)
- My Truth (1999)
- Don't Stop the Music (2002)
- Robyn (2005)
- Body Talk Pt. 1 (2010)
- Body Talk Pt. 2 (2010)
- Body Talk Pt. 3 (2010)
- Body Talk (2010)
- Do It Again (cu Röyksopp) (2014)
- Love Is Free (ca Robyn & La Bagatelle Magique) (2015)